# لواء صقور الجبل
لواء صقور جبل الزاوية هي مجموعة معارضة تابعة للجيش السوري الحر تلقت تدريبات من الولايات المتحدة وتنشط في محافظة إدلب. كانت في الأصل جزءًا من ألوية أحفاد الرسول ولاحقاً جبهة ثوار سوريا التي تدعمها قطر. تتخذ المجموعة اسمها من جبل الزاوية.

## وصلات خارجية
- قناة لواء صقور الجبل على يوتيوب